# 亞斯涅 (梅利托波爾區)
47°1′41″N 35°38′55″E / 47.02806°N 35.64861°E
亞斯內（烏克蘭語：Ясне）是位於烏克蘭東南部的村莊，由扎波羅熱州梅利托波爾區的泰爾平尼亞市鎮負責管轄。該村處於尤尚利河左岸，始建於1921年，距離基羅韋2.5公里，始建於1921年，面積1.09平方公里，海拔高度36米，2001年人口511。